# Edoardo Bove
Edoardo Bove (Roma, Italia, 17 de mayo de 2002) es un futbolista que jugaba de centrocampista en la ACF Fiorentina de la Serie A de Italia.

## Trayectoria
Comenzó a jugar en el club Boreale Donorione hasta 2012 y luego se incorporó a la división juvenil de la A. S. RomaE El 20 de noviembre de 2020, amplió su contrato con el club hasta 2024. Fue convocado por primera vez por el primer equipo el 3 de diciembre de 2020 en el partido de la Liga Europa de la UEFA ante el BSC Young Boys sin debutar. Bove hizo su debut profesional el 9 de mayo de 2021, reemplazando a Ebrima Darboe en la segunda mitad de la victoria por 5-0 en la Serie A contra el F. C. Crotone en el Estadio Olímpico. En la temporada 2021-22, Bove fue convocado a menudo por el entrenador de la Roma, José Mourinho. Hizo su primer partido como titular en la Liga Europa Conferencia de la UEFA el 9 de diciembre como titular en la victoria por 3-2 contra el PFC CSKA Sofía. El 29 de diciembre, la Roma anunció que su contrato se ampliaría hasta 2025. El 19 de febrero de 2022, Bove anotó su primer gol, lo que permitió al equipo empatar 2-2 contra Verona. Ganó la edición inaugural de la Liga Europa Conferencia de la UEFA tras derrotar en la final por 1-0 al Feyenoord, siendo este su primer título internacional con el club.
El 30 de agosto de 2024, se prestó Bove al club italiano ACF Fiorentina. El 1 de diciembre, Bove se desplomó en el terreno de juego durante un partido contra el Inter de Milán, que tuvo que ser suspendido en el minuto 16. Fue trasladado de urgencia al hospital y puesto en coma en la unidad de cuidados intensivos, pero al día siguiente estaba despierto y consciente.

## Estadísticas

### Clubes
Actualizado al último partido disputado el 6 de febrero de 2025.
| Club                    | Div.          | Temporada     | Liga  | Liga  | Copas nacionales | Copas nacionales | Copas internacionales | Copas internacionales | Total | Total |
| Club                    | Div.          | Temporada     | Part. | Goles | Part.            | Goles            | Part.                 | Goles                 | Part. | Goles |
| ----------------------- | ------------- | ------------- | ----- | ----- | ---------------- | ---------------- | --------------------- | --------------------- | ----- | ----- |
| A. S. Roma · Italia     | 1.ª           | 2020-21       | 1     | 0     | 0                | 0                | 0                     | 0                     | 1     | 0     |
| A. S. Roma · Italia     | 1.ª           | 2021-22       | 11    | 1     | 0                | 0                | 2                     | 0                     | 13    | 1     |
| A. S. Roma · Italia     | 1.ª           | 2022-23       | 22    | 1     | 1                | 0                | 10                    | 1                     | 33    | 2     |
| A. S. Roma · Italia     | 1.ª           | 2023-24       | 31    | 0     | 2                | 0                | 12                    | 1                     | 45    | 1     |
| A. S. Roma · Italia     | Total club    | Total club    | 65    | 2     | 3                | 0                | 24                    | 2                     | 92    | 4     |
| ACF Fiorentina · Italia | 1.ª           | 2024-25       | 12    | 0     | 0                | 0                | 3                     | 0                     | 15    | 0     |
| ACF Fiorentina · Italia | Total club    | Total club    | 12    | 0     | 0                | 0                | 3                     | 0                     | 11    | 0     |
| Total carrera           | Total carrera | Total carrera | 77    | 2     | 3                | 0                | 27                    | 2                     | 107   | 2     |

## Palmarés

### Títulos internacionales
| Título                             | Club       | Sede   | Año  |
| ---------------------------------- | ---------- | ------ | ---- |
| Liga Europa Conferencia de la UEFA | A. S. Roma | Tirana | 2022 |